# Forteresse de Trequanda
La forteresse de Trequanda (en italien : Rocca di Trequanda), aussi appelée Castello Cacciaconti, est un château médiéval située dans la commune de Trequanda (province de Sienne) en Toscane,.

## Historique
Cet imposant bâtiment construit au Moyen Âge était le siège du vicaire de la république de Sienne, dont faisait partie la commune.
Le château passa de la dynastie des Berardenghi, déjà avant l'an 1000, aux Cacciaconti (it). Puis il passa ensuite à Musciatto Franzesi (it), à la commune de Sienne et aux Bartolotto dei Tolomei.

## Description
Ce massif bâtiment au plan irrégulier est situé sur une falaise à l'entrée du centre historique et domine toute la vallée environnante. Il ne reste qu'une partie des anciennes murailles crénelées le long de la route, où les merlons gibelins en terre cuite sont clairement visibles. Un peu plus loin, se trouve la célèbre tour semi-circulaire, protagoniste de nombreuses photographies d'époque prises au début du XXe siècle. La partie la mieux conservée est le donjon, situé sur une forte pente. Le noyau résidentiel du château était en lien direct avec la tour susmentionnée. Du côté qui donne sur la place Garibaldi se trouve l'église de la Madonna della Rosa, en partie incorporée dans l'escarpement escarpé.

## Galerie

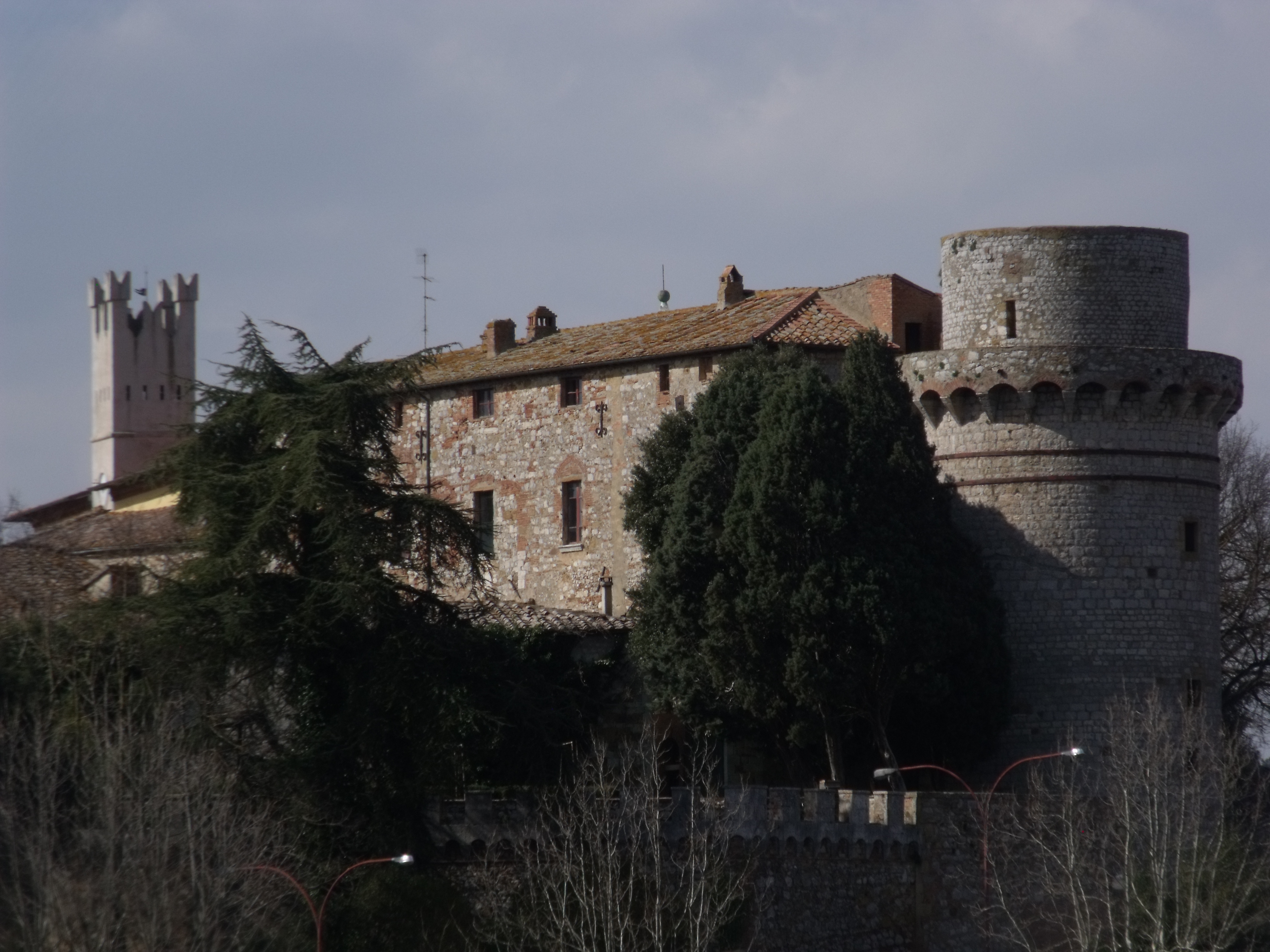
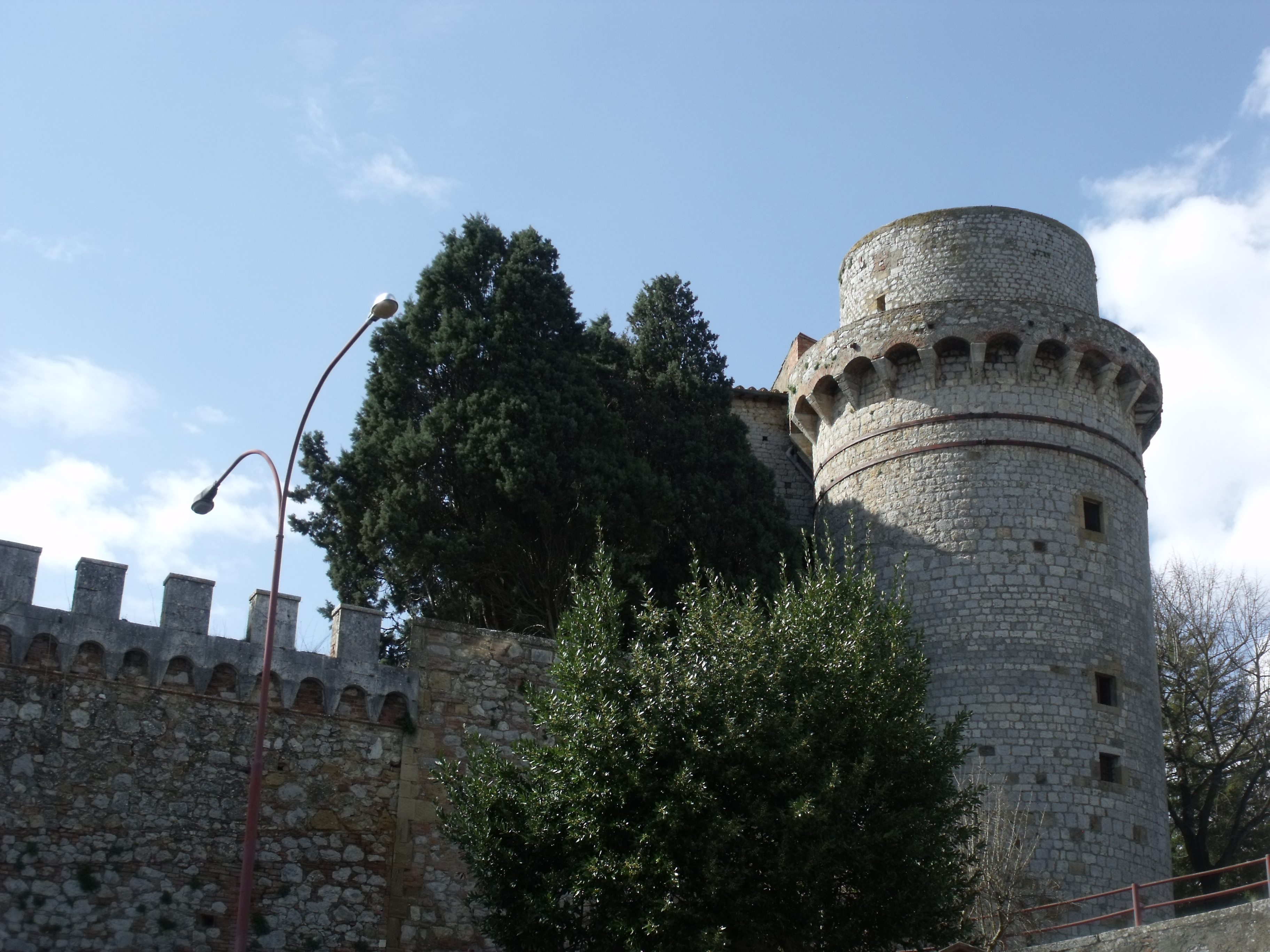
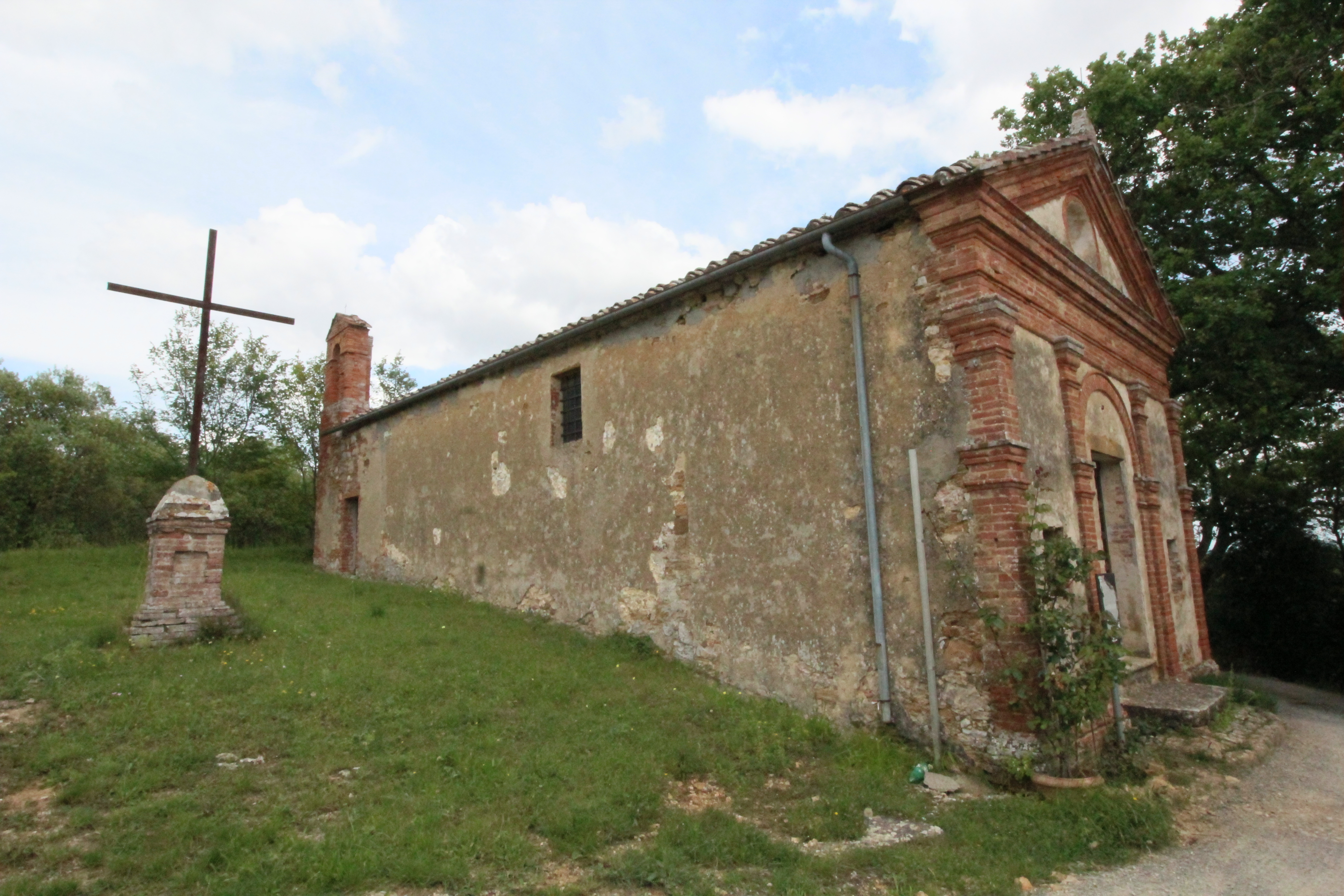
L'église de la Madonna della Rosa.